# Secret, Profane & Sugarcane
Secret, Profane & Sugarcane è un album discografico di Elvis Costello pubblicato nel 2009. 

## Tracce
1. Down Among The Wines And Spirits – 3:11 (Elvis Costello)
2. Complicated Shadows – 2:53 (Elvis Costello)
3. I Felt The Chill Before The Winter Came – 3:59 (Elvis Costello, Loretta Lynn)
4. My All Time Doll – 4:09 (Elvis Costello)
5. Hidden Shame – 4:14 (Elvis Costello)
6. She Handed Me A Mirror – 4:04 (Elvis Costello)
7. I Dreamed Of My Old Lover – 2:35 (Elvis Costello)
8. How Deep Is The Red? – 3:47 (Elvis Costello)
9. She Was No Good – 3:47 (Elvis Costello)
10. Sulphur To Sugarcane – 5:59 (Elvis Costello, T-Bone Burnett)
11. Red Cotton – 5:43 (Elvis Costello)
12. The Crooked Line – 3:49 (Elvis Costello, T Bone Burnett)
13. Changing Partners – 2:39 (Larry Coleman, Joe Darion)